# Кузьменко Петро Семенович
Петро Семенович Кузьменко (* 1831, містечко Понорниця, тепер смт Коропського району Чернігівської області — † 1874, хутір Потітківський, що був на території сучасного Коропського району Чернігівської області) — український письменник і етнограф.

## З життєпису
Народився в сім'ї дяка. Закінчив Чернігівську духовну семінарію (1859). Деякий час був дяком. Вчителював у рідному містечку. Друкуватися почав 1854 року. У 1857 р. надрукував у «Чернігівських губернських відомостях» ряд статей з місцевої етнографії та українського фольклору. Писав вірші у дусі романтичної поезії у 30—40-х роках 19 ст. Автор повісті з селянського життя «Не так ждалося, да так склалося» (1861). Твори Петра Кузьменка друкувалися в альманасі «Хата», журналі «Основа», газеті «Черниговский листок».